# 秋川雅史
秋川雅史（1967年10月11日—），日本男高音聲樂家。出身於愛媛縣西條市，父親秋川暢宏亦是聲樂家。他參加了2006年12月31日舉辦的第57屆NHK紅白歌合戰。他的單曲化為千風在2007年1月22日的「Oricon每周單曲排行榜」進佔第1，是他的代表作。

## 早年生活
秋川雅史在4歲開始學小提琴、鋼琴。

## 外部連結
官方網站 （页面存档备份，存于）